# Fitton Field
Le Fitton Field est un stade multi-usage, d'une capacité allant jusqu'à 27 000 places, situé dans la ville de Worcester, dans le Massachusetts, aux États-Unis. Il est depuis 1905 le domicile des Crusaders de Holy Cross, équipe du College of the Holy Cross évoluant en NCAA
Il a été de 2005 à 2012 le domicile des Tornadoes de Worcester, club de baseball indépendant évoluant en Ligue Can-Am.